# 391
Năm 391 là một năm trong lịch Julius.